# Élections étatiques de 2023 dans l'État de Mexico
Les élections étatiques de 2023 dans l'État de Mexico se tiennent le 4 juin 2023, afin d'élire le gouverneur de l'État de Mexico pour un mandat de 6 ans.

État de Mexico.

## Mode de scrutin
Le gouverneur est élu au scrutin uninominal majoritaire à un tour.

## Résultats
|                        | Ensemble, nous faisons l'histoire dans l'État de Mexico - Mouvement de régénération nationale (MORENA) - Parti du travail (PT) - Parti vert écologiste du Mexique (PVEM)            | Delfina Gómez Álvarez (MORENA) | 3 360 589  | 54,21 |  |  |
|                        | C'est pour l'État de Mexico - Parti révolutionnaire institutionnel (PRI) - Parti action nationale (PAN) - Parti de la révolution démocratique (PRD) - Parti nouvelle alliance (PNA) | Alejandra del Moral (PRI)      | 2 838 815  | 45,79 |  |  |
|                        | |                                |            |       |  |  |
| Suffrages exprimés     | Suffrages exprimés | Suffrages exprimés             | 6 199 404  | 97,23 |  |  |
| Votes nuls             | Votes nuls | Votes nuls                     | 176 359    | 2,77  |  |  |
| Total                  | Total | Total                          | 6 375 763  | 100   |  |  |
| Abstention             | Abstention | Abstention                     | 6 363 866  | 49,95 |  |  |
| Inscrits/Participation | Inscrits/Participation | Inscrits/Participation         | 12 739 629 | 50,05 |  |  |